# Hugo Gugg

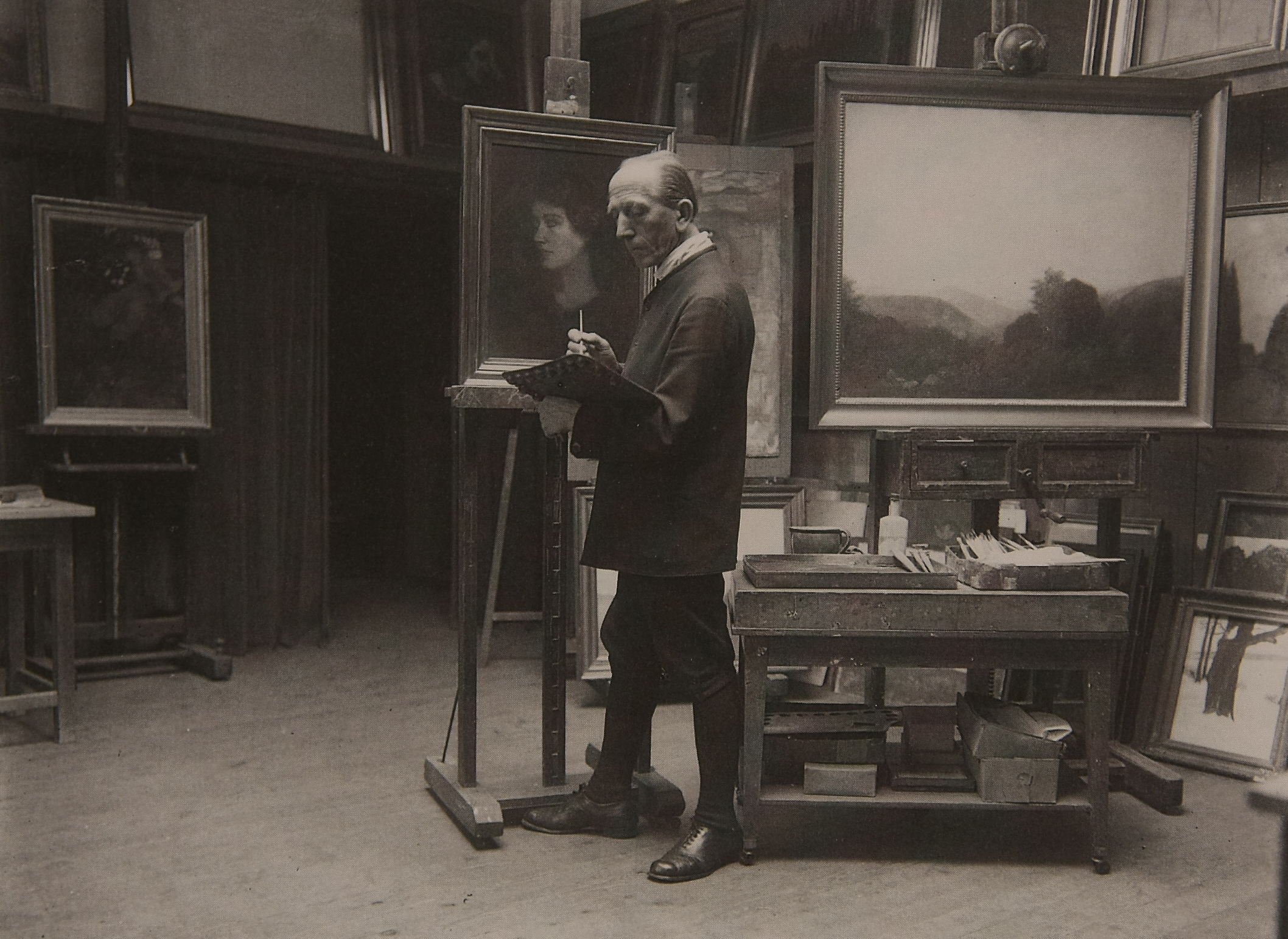
Hugo Gugg im Atelier (1935)

Oskar Hugo Gugg (* 21. August 1878 in Leipzig; † 25. April 1956 in Weimar) war ein deutscher Kunstmaler und Hochschullehrer.

## Leben

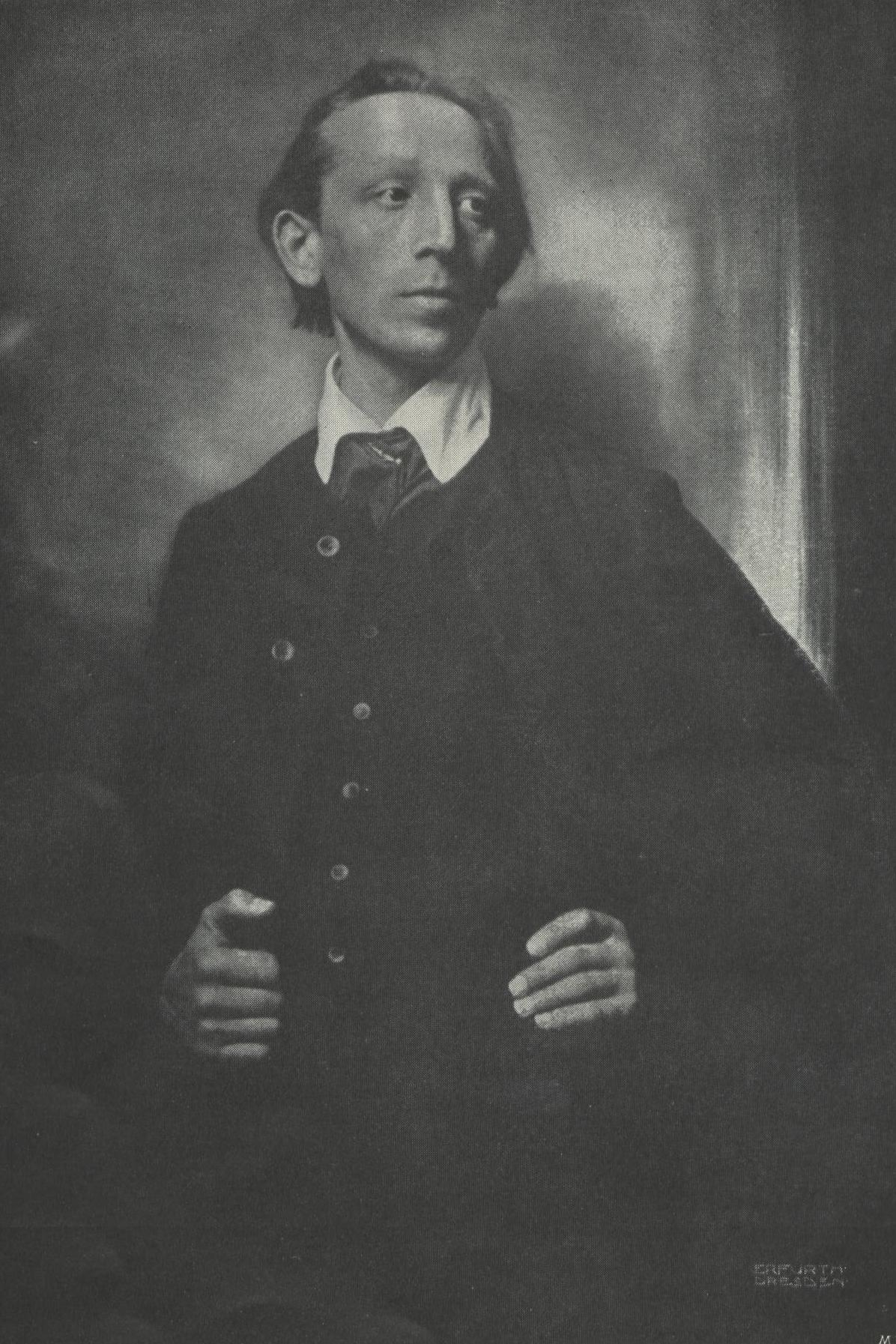
Hugo Gugg, fotografiert von Hugo Erfurth

Hugo Gugg kam 1878 in Leipzig als Sohn des Stubenmalers Otto Gugg und dessen Ehefrau Henriette, geb. Scheiding, zur Welt. Nach der Volksschule absolvierte er von 1893 bis 1897 bei Gollmar u. Franke in Leipzig eine Lehre als Dekorationsmaler. Nebenher besuchte er Zeichenkurse an der Malerfachschule und an der Königlichen Kunstakademie und Kunstgewerbeschule und nahm privaten Unterricht beim Tiermaler Fedor Flinzer. Sein innigster Wunsch bestand darin, Kunstmaler zu werden. In Justizrat Paul Axhausen fand er einen Liebhaber seiner Bilder, Förderer und lebenslangen Freund. Es folgte ein Jahr als Stipendiat an der Kunstakademie. 1898 stellte er erstmals seine Bilder im Museum der bildenden Künste Leipzig aus. Während eines einjährigen Studienaufenthalts im Erzgebirge lernte er in Zwönitz Milda Thum, Tochter des Mühlenbesitzers und Bäckermeisters Wilhelm Thum, kennen, die er 1900 heiratete und mit der er sieben Kinder hatte.
1899 bis 1902 arbeitete Gugg in Leipzig als Dekorationsmaler. 1902, in Vorbereitung auf eine Ausstellung im Leipziger Kunstverein, machte ihn der Direktor des Museums der bildenden Künste, Theodor Schreiber, mit dem Maler, Architekten, Kunsttheoretiker und späteren NS-Propagandisten Paul Schultze-Naumburg bekannt. Dieser erkannte sein künstlerisches Potenzial und holte ihn 1902 als Meisterschüler an seine Malschule nach Saaleck (Saalecker Werkstätten) bei Naumburg, wo er bis 1921 lehrte und die Malklasse leitete. Von 1914 bis 1918 diente er als Infanteriesoldat und Kartenzeichner im Ersten Weltkrieg.
Nach dem Tod Theodor Hagens wurde Gugg 1921 als Professor für Landschaftsmalerei an die Staatliche Hochschule für bildende Kunst in Weimar berufen. Zu seinen Schülern zählten u. a. Elisabeth von Heyden, die ihn bis zu seinem Tod pflegend begleitete, Hedwig Holtz-Sommer, Christine von Kalkreuth, Lieselotte Klose, Katharina Meinecke, Georg Judersleben, Alfred Artur Krauskopf, Adolf Müller und Peter Sandkamm-Möller. Eine enge Freundschaft verband ihn mit seinem Meisterschüler und späteren Leiter der Lichtbildnerklasse der Hochschule, Walter Hege, der ihm auch den Umgang mit der Kamera vermittelte. Studienreisen, allein, mit der Familie oder mit seinen Schülern, führten ihn seit 1905 immer wieder nach Italien. In seinem Denken und Handeln war er ein religiöser, naturverbundener und feingeistiger Idealist. Eine enge Verbundenheit gab es zum Dramatiker Johannes Schlaf und zum Schriftsteller Ludwig Bäte.

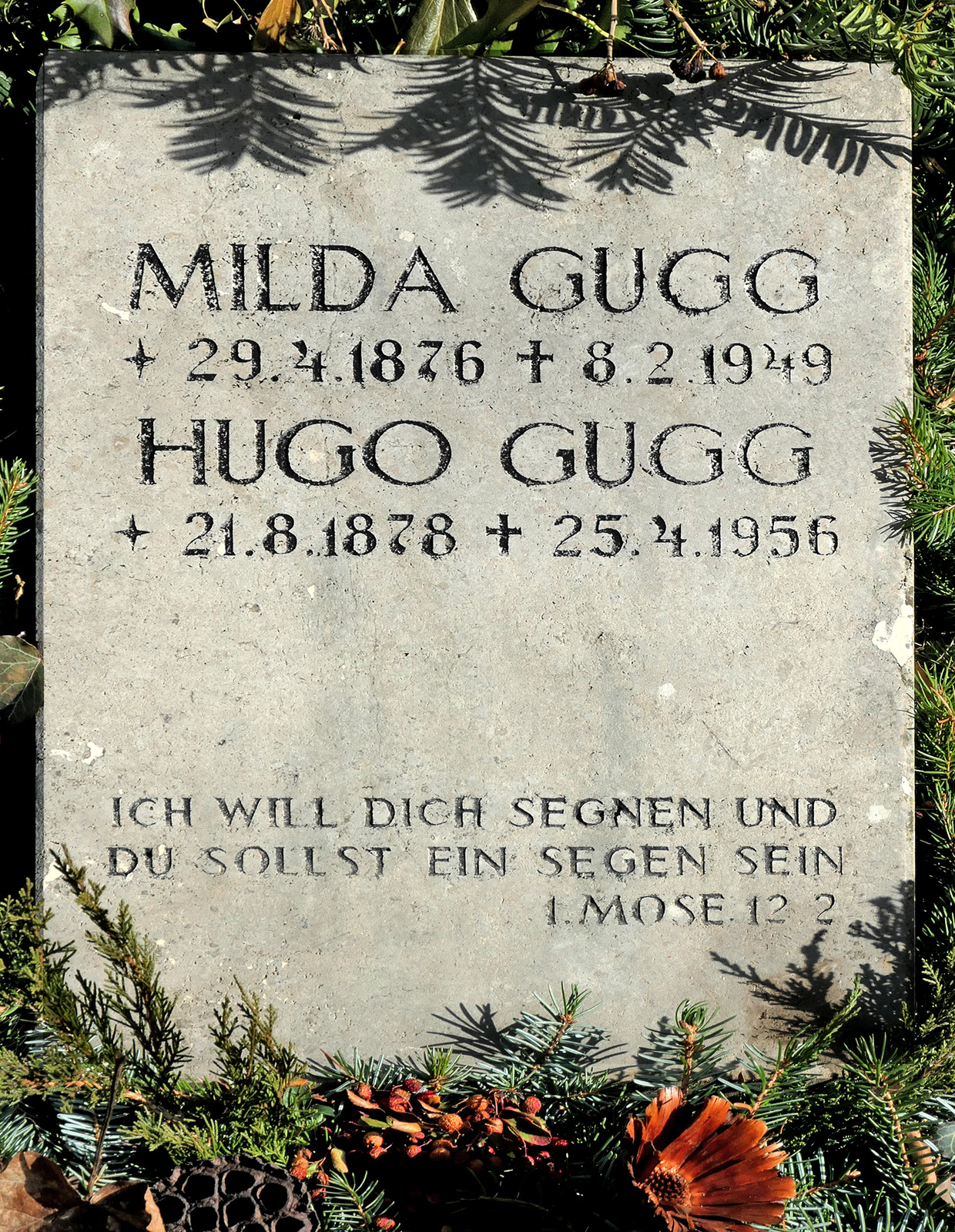
Grabstein Milda und Hugo Gugg

Gugg trat zum 1. September 1930 – im gleichen Jahr wurde sein Förderer Schultze-Naumburg als Direktor der Kunsthochschule eingesetzt – der NSDAP bei (Mitgliedsnummer 316.368). In der Zeit des Nationalsozialismus war Gugg Mitglied der Reichskammer der bildenden Künste. 1938 wurde ihm das Amt des NS-Dozentenbundführers übertragen. 1943 wurde er anlässlich seines 65. Geburtstags mit der Goethe-Medaille für Kunst und Wissenschaft ausgezeichnet. 1945 wurde Gugg aus dem Hochschuldienst entlassen und kurzzeitig inhaftiert. Im Ergebnis seiner Entnazifizierung wurde er 1948 enteignet und arbeitete nun als freischaffender Künstler mit dem Makel der Systemnähe zum Naziregime. Mit Blick auf das Goethejahr 1949 wurde er vorwiegend mit Restaurierungsarbeiten an den Weimarer Kulturstätten der Klassik (Goethe-Nationalmuseum, Römisches Haus, Wittumspalais, Russisch-Orthodoxe Kapelle) beauftragt.
Gugg war Mitglied im Deutschen Künstlerbund. Er starb 1956 in Weimar und ist zusammen mit seiner Frau Milda auf dem Friedhof (neuerer Teil) in Oberweimar bestattet. Der Grabstein wurde 2017 restauriert.

## Werk

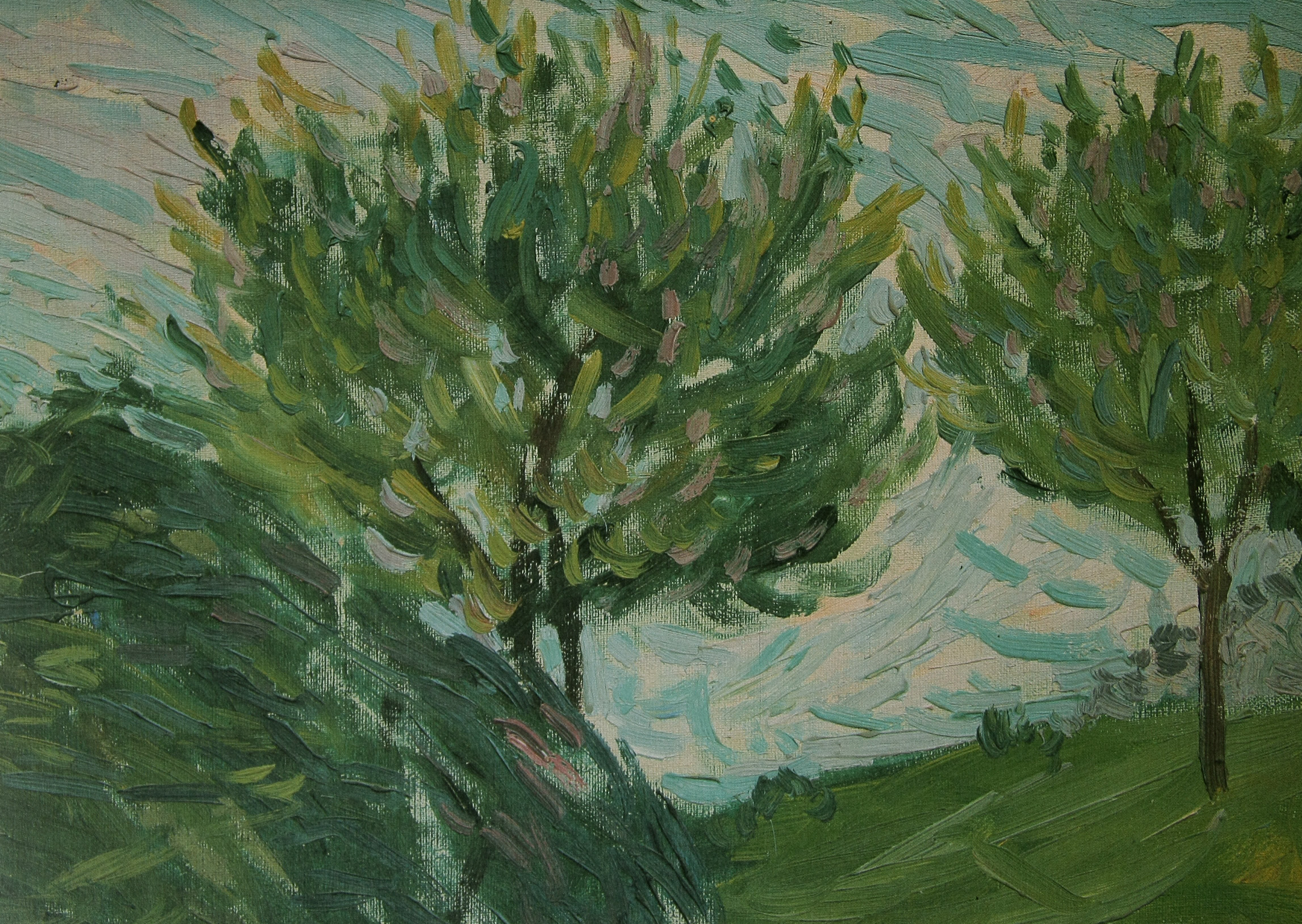
Bäume im Wind (Öl, vor 1910)

Gugg war ein Meister der Porträtmalerei, Landschaftsmalerei und Komposition. Anfangs dem Impressionismus (Bäume im Wind vor 1910) und Jugendstil (Bilderzyklus für ein Musikzimmer 1912) zugeneigt, fühlte er sich zunehmend vom Stil der Meister der Frührenaissance (Porträts) und der Romantik (Landschaften) inspiriert. Bis hin zu seinem Spätwerk entwickelte er so seinen eigenen Stil, bei dem er, stets Perfektion anstrebend, vornehmlich in Sepia zeichnete und in Öltempera malte. Neben einer Vielzahl Porträts von Familienmitgliedern, Freunden und Bekannten entstanden solche von Persönlichkeiten seiner Zeit, wie z. B. seinem Mäzen Paul Axhausen 1909, seinem Lehrmeister Oswald Franke 1920, dem Reichsgerichtspräsidenten Rudolf von Seckendorff 1920, dem Direktor der Universitätsbibliothek Jena Karl Georg Brandis 1928, dem Pianisten Josef Pembaur 1930 sowie dem Politiker und Widerstandskämpfer Johannes Popitz 1936. Landschaftsbilder schuf er auf den Stationen seines beruflichen Wirkens (z. B. Landschaft bei Saaleck 1908, Römisches Haus 1938), in den Ferien mit der Familie (Der Schatzenstein im Erzgebirge 1932) oder auf seinen zahlreichen Reisen nach Italien (z. B. Paestum 1939–1941, Abendstimmung in Castrovillari 1943).

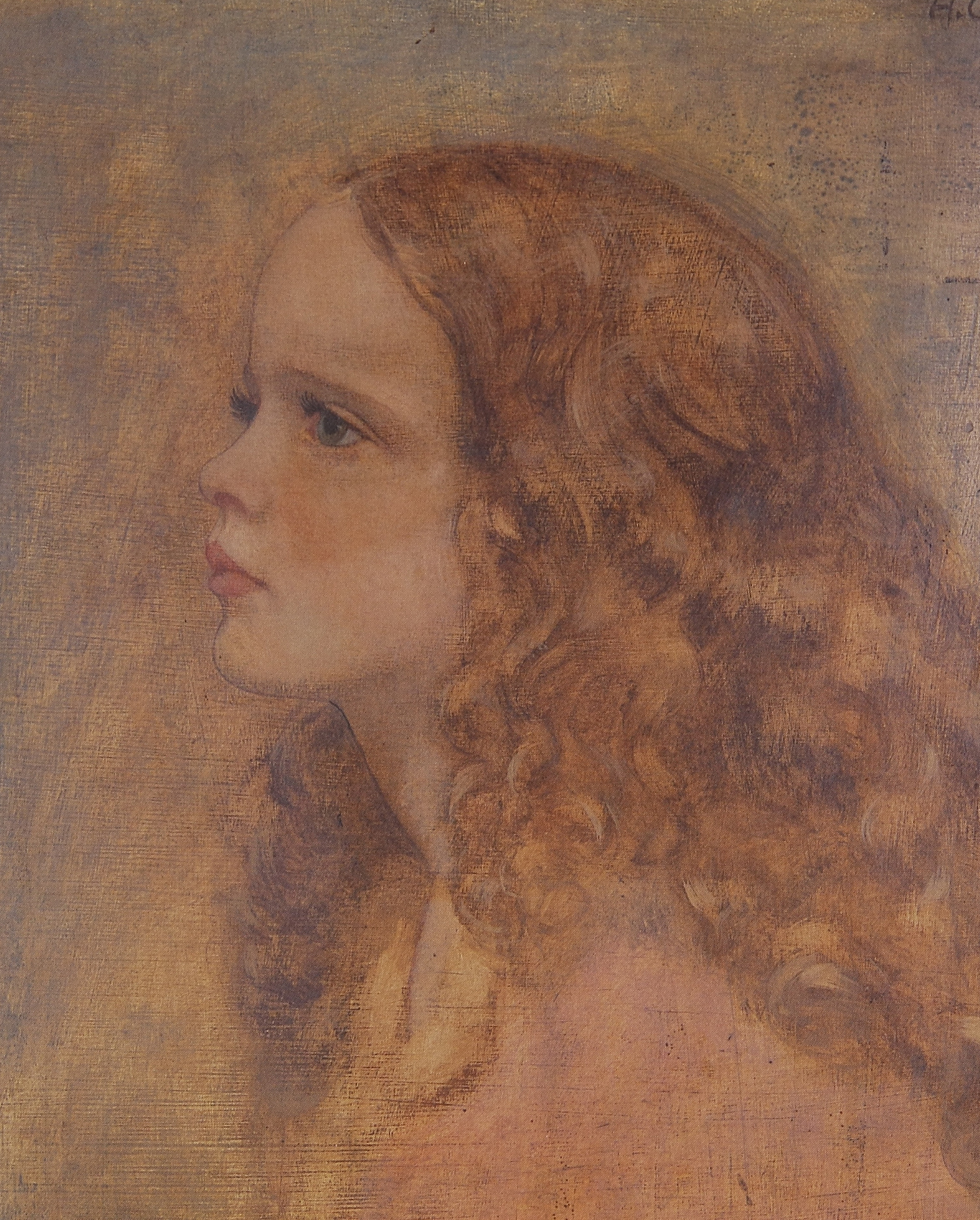
Enkelin Roxane (Öltempera, 1942)

In der Zeit des Nationalsozialismus wurde Guggs Art zu malen auch von den Führenden geschätzt. Aufträge für Porträts und heroische Landschaftsbilder waren die Folge. So malte er ein großformatiges Porträt des thüringischen Gauleiters und Reichsstatthalters Fritz Sauckel. Unter dessen Einfluss erhielt er 1938 vom Architekten Hermann Giesler den Auftrag zur künstlerischen Ausgestaltung des neu errichteten Hotel Elephant Weimar, den er mit großen, die Jahreszeiten symbolisierenden, Landschaftsbildern erfüllte. 1942 schuf er für die Privatresidenz von Adolf Hitler, der sich in einer historischen Reihe mit Kaiser Friedrich II. wähnte, das Ölgemälde Castel del Monte, dessen Vorzeichnungen auf einer Italienreise entstanden. Im gleichen Jahr war Gugg auf der Großen Deutschen Kunstausstellung in München mit dem Bild Ordensburg Sonthofen vertreten. 1944 war ihm ebenda für sein Lebenswerk eine Sonderausstellung mit 21 Objekten gewidmet.
Seine Bilder waren deutschlandweit auf vielen Ausstellungen zu sehen und befinden sich in Museen und öffentlichen Sammlungen (z. B. Museum der bildenden Künste Leipzig, Stadtmuseum Weimar, Universitätsbibliothek Jena, Kunsthalle Düsseldorf, Germanisches Nationalmuseum Nürnberg (Nachlass), Bundesgerichtshof Karlsruhe, Stadtmuseum Eilenburg) und weit verstreut in Privatbesitz. Besondere Erwähnung verdienen die unzähligen Briefkopfzeichnungen, die er seinen Brieftexten voranstellte. Diese verkörpern eine ganz individuelle Kunstform und können als sein Vermächtnis angesehen werden. In einem Brief an seine Tochter Esther vom 24. Dezember 1945 schrieb er: „Ich kann auch einem großen Bilde nicht mehr – kaum soviel – geben. Es täte mir leid, wenn meine Briefe verlorengingen.“

## Ausstellungen (unvollständig)

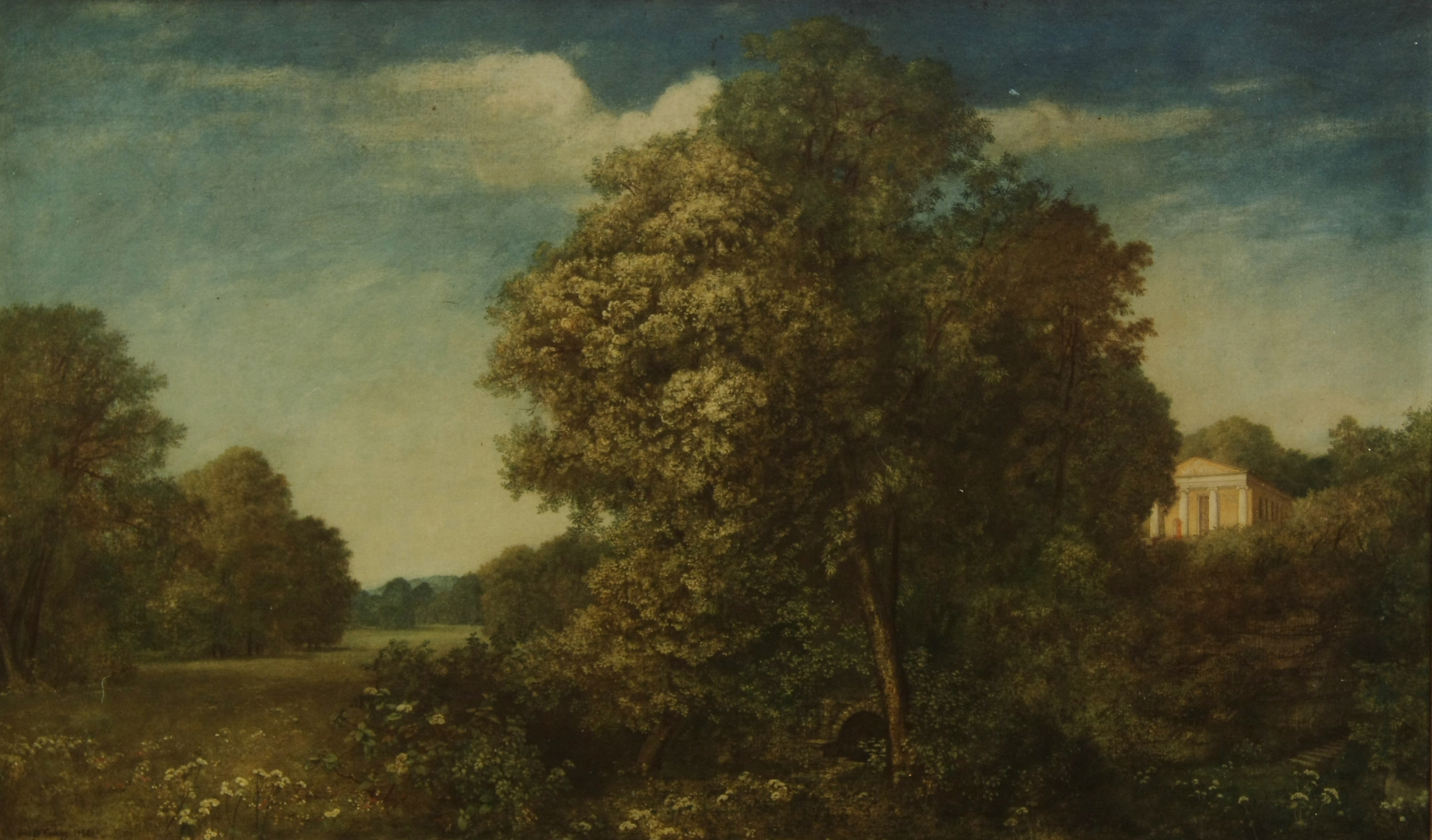
Römisches Haus (Öltempera, 1938)

Einzelausstellungen und Beteiligungen:
- 1898, 1902/06/07/13/22: Museum der bildenden Künste, Leipzig
- 1902/07/14/22: Leipziger Kunstverein[21]
- 1907, 1910: Kunstverein Jena[22][23]
- 1914: Februarausstellung der Kunsthalle Darmstadt[24]
- 1921: Landesmuseum Weimar
- 1922–1925: Thüringer Kunstausstellung, Landesmuseum Weimar
- 1925: Jahresausstellung der Professoren der Hochschule für bildende Kunst, Weimar[25]
- 1937: „Zweite Bildnisausstellung“;  Berlin, Haus der Kunst
- 1941: „Italienbilder deutscher Künstler“; Berlin, Berliner Künstlerhaus
- 1940, 1942, 1944: Große Deutsche Kunstausstellung, München (1944 mit 20 Arbeiten)

Ausstellungen mit posthum gezeigten Werken:
- 1999: Aufstieg und Fall der Moderne, Weimar[26]
- 2020: Überland – 100 Jahre Kunst in Thüringen, Kunstverein Schmalkalden[27]